# Maria Antonieta Alessandri
Maria Antonieta Alessandri (Monte Alegre de Minas, 20 de mayo de 1918 — Goiânia - Goiás, 14 de diciembre de 2009) fue una pedagoga, filósofa, escritora y conferencista espírita brasileña.

## Biografía
Hija de Izoleta y Vittorio Alessandri; se casó con el médico cardiólogo Clóvis Figueiredo con quien tuvo cuatro hijos: Raquel Teixeira (profesora univesitaria y diputada federal -  2009), Eurípedes Figueiredo Alessandri (médico oftalmólogo) Clóvis Figueiredo Alessandri (profesor de música en Alemania) y Marcos Figueiredo Alessandri (terapeuta). 
Graduada en pedagogía por la Universidad Federal de Goiás y en filosofía por la Universidad de São Paulo.
Con su esposo Clóvis Figueiredo, la hermana Sílvia Alessandri y un grupo de trabajadores voluntarios, fundó 16 obras filantrópicas espíritas en Goiânia, bajo la orietación de Chico Xavier las cuales asisten, diariamente, de más de 8000 personas carentes. Obras que integran el Centro Espírita Irradiação Espírita, en Goiânia, una de las mayores instituciones espíritas de Brasil.
Es miembro-fundadora de la Academia Espírita de Letras del Estado de Goiás.
Oradora emérita ha proferido miles de charlas espíritas en todo lo Brasil.

## Obras espíritas filantrópicas
- Obra de la Cuna.
- Casa de la pequeña Modista.
- Creche Dorothéa Ribeiro Guimarães.
- Pre-Escolar Bezerra de Menezes.
- Pre-Escolar Humberto de Campos.
- Instituto Educacional Emmanuel.
- Solar Colombino Augusto de Barros.